# Jules-Claude Barbier
Pour les articles homonymes, voir Barbier.
Jules-Claude Barbier (28 février 1815, Montmorency - 1901) est un magistrat français.

## Biographie
Il est Procureur général en 1882 puis premier président de la Cour de cassation de 1884 à 1890.
Il est inhumé au cimetière du Père-Lachaise (10e division).